# Vysšaja Liga 1979-1980 (pallacanestro)
La Vysšaja Liga 1979-1980 è stata la 46ª edizione del massimo campionato sovietico di pallacanestro maschile. La vittoria finale è stata appannaggio del CSKA Mosca.

## Classifica
|  |     | Squadra            | G  | V  | P  | PF   | PS   | PF/PS | Pt |
|  | --- | ------------------ | -- | -- | -- | ---- | ---- | ----- | -- |
|  | 1.  | CSKA Mosca         | 27 | 26 | 1  | 2914 | 2158 | +754  | 53 |
|  | 2.  | Žalgiris Kaunas    | 27 | 19 | 8  | 2501 | 2459 | +42   | 46 |
|  | 3.  | Dinamo Mosca       | 27 | 18 | 9  | 2791 | 2620 | +171  | 45 |
|  | 4.  | SKA Kiev           | 27 | 14 | 13 | 2668 | 2679 | -11   | 41 |
|  | 5.  | Spartak Leningrado | 27 | 14 | 13 | 2231 | 2187 | +44   | 41 |
|  | 6.  | Dinamo Tbilisi     | 27 | 13 | 14 | 2264 | 2449 | -185  | 40 |
|  | 7.  | VEF Rīga           | 27 | 13 | 14 | 2684 | 2632 | +52   | 40 |
|  | 8.  | Statyba Vilnius    | 27 | 12 | 15 | 2504 | 2566 | -62   | 39 |
|  | 9.  | RTI Minsk          | 27 | 11 | 16 | 2403 | 2416 | -13   | 38 |
|  | 10. | Stroitel Kiev      | 27 | 10 | 17 | 2415 | 2517 | -102  | 37 |
|  | 11. | Kalev Tallin       | 27 | 8  | 19 | 2319 | 2419 | -100  | 35 |
|  | 12. | Lok. Novosibirsk   | 27 | 4  | 23 | 2356 | 2946 | -590  | 31 |

## Squadra vincitrice
|  | Naz.                        | Ruolo | Sportivo              | Anno | Alt. |  |  |
|  | --------------------------- | ----- | --------------------- | ---- | ---- |  |  |
|  | Unione Sovietica (bandiera) | G     | Sergej Belov          | 1944 | 190  |  |  |
|  | Unione Sovietica (bandiera) | C     | Aleksandr Belostennyj | 1959 | 214  |  |  |
|  | Unione Sovietica (bandiera) |       | Andrej Bondarenko     |      |      |  |  |
|  | Unione Sovietica (bandiera) | P     | Stanislav Erëmin      | 1951 | 181  |  |  |
|  | Unione Sovietica (bandiera) | AP    | Aleksandr Gusev       | 1958 | 197  |  |  |
|  | Unione Sovietica (bandiera) | A     | Ivan Jadėška          | 1945 | 196  |  |  |
|  | Unione Sovietica (bandiera) | AG    | Evgenij Kovalenko     | 1950 | 198  |  |  |
|  | Unione Sovietica (bandiera) | C     | Serhij Kovalenko      | 1947 | 216  |  |  |
|  | Unione Sovietica (bandiera) |       | A. Krasavcev          |      |      |  |  |
|  | Unione Sovietica (bandiera) |       | Viktor Kuz'min        |      |      |  |  |
|  | Unione Sovietica (bandiera) | AG    | Andrej Lopatov        | 1957 | 205  |  |  |
|  | Unione Sovietica (bandiera) | P     | Valerij Miloserdov    | 1951 | 187  |  |  |
|  | Unione Sovietica (bandiera) | AG    | Anatolij Myškin       | 1954 | 205  |  |  |
|  | Unione Sovietica (bandiera) | C     | Viktor Pankraškin     | 1957 | 220  |  |  |
|  | Unione Sovietica (bandiera) | A     | Viktor Petrakov       | 1949 | 200  |  |  |
|  | Unione Sovietica (bandiera) | AG    | Sergej Tarakanov      | 1958 | 203  |  |  |
|  | Unione Sovietica (bandiera) |       | Gennadij Tolmačёv     |      |      |  |  |
|  | Unione Sovietica (bandiera) | C     | Alžan Žarmuchamedov   | 1944 | 207  |  |  |
|  | Unione Sovietica (bandiera) | ALL   | Aleksandr Gomel'skij  |      |      |  |  |